# محمد حبيب الله الشنقيطي
محمد حبيب الله بن أحمد الشنقيطي الجكني المالكي (1878 - 12  فبراير 1943) (1295 - 7 صفر 1362) فقيه مالكي موريتاني ولد في  قرية تنبكته  بولاية الحوض الغربي، ونشأ بها فحفظ القرآن وتلقى علومه على كبار علماء عصره في شنقيط، ثم سافر إلى مراكش وعيّنه عبد الحفيظ بن الحسن مدرّسًا وخطيبًا. ثم هاجر معه إلى حجاز، وأقام في الحرمين مدرّسًا، وأخيرًا استوطن مصر واختاره مشيخة الأزهر مدرّسًا حتى وفاته عن 65 عامًا. له عدة مؤلفات دينية وشروح. 

## سيرته
هو محمد حبيب الله بن أحمد ما يأبي بن عبد الله بن محمد الطالب الشنقيطي الجكني المالكي، ولد سنة 1295 هـ في  قرية تنبكته (بولاية الحوض الغربي) بإمامة فوتة تورو ونشأ بها.  تلقى علومه على يد كبار علماء عصره في شنقيط، فتعلم القرآن علمًا ورسمًا على المقرئ  محمد الأمين الشنقيطي ثم لازم أحمد بن الهادي اللمتوني الشنقيطي، وأخذ عنه اللغة والأدب تخرج به، وبعد وفاة شيخه انتقل للقراءة على أخيه محمد المختار بن محمد الأمين الشنقيطي، وتعلم منه القضاء وفنون أخرى.
ثم سافر إلى مراكش وعيّنه السلطان عبد الحفيظ بن الحسن مدرّسًا وخطيبًا بمسجد الكينيين بمراكش. ودرس علم المنطق والحديث والأصول، ثم رحل إلى طنجه، وسكن لدى السلطان عبد الحفيظ.  ثم سافر إلى حجاز بصحبة السلطان لأداء فريضة الحج، وأقام في المدينة المنورة مدة، ثم انتقل إلى مكة، واشتغل بالتدريس في الحرم المكي،  ولازمه محمد طاهر الكردي الخطاط وكاتب مصحف مكة المكرمة، ودرّس في المدرسة الصولتية، ومدرسة الفلاح. ثم سافر إلى بلاد الشام، وصحب شيخ القراء في دمشق، وأجازه بالقراءات، ومنها ذهب إلى مصر وأقام بها، واختاره مشيخة الأزهر مدرّسًا بتخصيص كلية أصول الدين. وكان عضوًا في بعض اللجان العلمية في القاهرة. واشتغل بالحديث والتأليف، وقد جمع مكتبة كبيرة بيعت بعد وفاته.

## وفاته
توفي سنة 7 صفر سنة 1362  الموافق 12 فبراير 1943 بالقاهرة، ودفن بجوار محمد الجنبيهي في مقابر الإمام الشافعي.

## آثاره
من مؤلفاته:
- «الخلاصة النافعة العلية المؤيدة بحديث الرحمة المسلسل بالأولية»
- «إفحام أهل العناد بتأييد رسالة الحداد»
- «زاد المسلم فيما أتفق عليه البخاري ومسلم»
- «إبراز الجوهر المكنون»
- «الجواب المحرر في أخبار عيسى والمهدي المنتظر»
- «شرح السلم في المنطق»
- «رسالة السيف والموسى، في الذب عن البهتان على عيسى»
- «لزوم طلاق الثلاث دفعة»
- «فاكهة الخوان في نظم أعلى درر علم البيان»
- «إكمال المنة باتصال سند المصافحة المدخلة الجنة»